# Episodi di Wonder Woman (seconda stagione)
La seconda stagione della serie televisiva Wonder Woman è composta da 22 episodi ed è andata in onda negli Stati Uniti dal 16 settembre 1977 al 21 aprile 1978 sul canale CBS.
| nº | Titolo originale                        | Titolo italiano                    | Prima TV USA      | Prima TV Italia |
| -- | --------------------------------------- | ---------------------------------- | ----------------- | --------------- |
| 1  | The Return of Wonder Woman              | Il ritorno di Wonder Woman         | 16 settembre 1977 | 1982            |
| 2  | Anschluss '77                           | Il ritorno del Fuhrer              | 23 settembre 1977 | 1982            |
| 3  | The Man Who Could Move the World        | L'uomo che poteva muovere il mondo | 30 settembre 1977 | 1982            |
| 4  | The Bermuda Triangle Crisis             | Il triangolo delle Bermuda         | 7 ottobre 1977    | 1982            |
| 5  | Knockout                                | Fuori combattimento                | 14 ottobre 1977   | 1982            |
| 6  | The Pied Piper                          | Il flauto                          | 21 ottobre 1977   | 1982            |
| 7  | The Queen & the Thief                   | La regina e il ladro               | 28 ottobre 1977   | 1982            |
| 8  | I Do, I Do                              | Tutto è possibile                  | 11 novembre 1977  | 1982            |
| 9  | The Man Who Made Volcanoes              | Trasformazione vulcano             | 18 novembre 1977  | 1982            |
| 10 | Mind Stealers from Outer Space (Part 1) | Menti aliene (prima parte)         | 2 dicembre 1977   | 1982            |
| 11 | Mind Stealers from Outer Space (Part 2) | Menti aliene (seconda parte)       | 9 dicembre 1977   | 1982            |
| 12 | The Deadly Toys                         | Giocattoli mortali                 | 30 dicembre 1977  | 1982            |
| 13 | Light-Fingered Lady                     | La signora dalle dita lievi        | 6 gennaio 1978    | 1982            |
| 14 | Screaming Javelin                       | Furto di atleti                    | 20 gennaio 1978   | 1982            |
| 15 | Diana's Disappearing Act                | La scomparsa di Diana              | 3 febbraio 1978   | 1982            |
| 16 | Death in Disguise                       | La morte travestita                | 10 febbraio 1978  | 1982            |
| 17 | IRAC is Missing                         | Il lavaggio del cervello           | 17 febbraio 1978  | 1982            |
| 18 | Flight to Oblivion                      | Volo verso l'oblio                 | 3 marzo 1978      | 1982            |
| 19 | Seance of Terror                        | Una seduta di terrore              | 10 marzo 1978     | 1982            |
| 20 | The Man Who Wouldn't Tell               | L'uomo che non voleva parlare      | 31 marzo 1978     | 1982            |
| 21 | The Girl from Ilandia                   | La ragazza di Ilandia              | 7 aprile 1978     | 1982            |
| 22 | The Murderous Missile                   | Il missile rubato                  | 21 aprile 1978    | 1982            |